# Liu Xiang (uczony)
Liu Xiang (ur. 79 p.n.e., zm. 8 p.n.e.) – uczony konfucjański, znawca klasyków i bibliograf wcześniejszej dynastii Han. Ojciec Liu Xina.

## Życiorys
Członek cesarskiego rodu Liu. Od 26 p.n.e. zajmował się opracowaniem istniejących tekstów klasycznych i filozoficznych, włącznie z nowo odkrytymi. Sporządzając osobne streszczenie dla każdego dzieła (tzw. 別錄, Bielu, Osobne teksty), skompilował pierwszą chińską bibliografię. W swoim dziele Liu prześledził także rozwój wszystkich znanych szkół filozoficznych; za ich wspólne źródło uznał myśl Konfucjusza i muzykę. Opracowanie to wykorzystał jego syn, Liu Xin, tworząc swoją klasyfikację szkół. Zredagował także kilka zbiorów anegdot dotyczących polityki i moralności. Do dzieł, których redakcję się mu przypisuje, należy Zhanguo Ce.
Liu Xiang jest uznawany za założyciela tzw. szkoły „starych tekstów” (guwenjia), choć zdradzał wpływy teorii kosmologicznych, np. yin-yang, charakterystycznych dla szkoły „nowych tekstów” (xinwenjia). Krytykując bieżącą politykę, odwoływał się zarówno do klasyków, jak i przepowiedni kosmologicznych.